# フェノキシエタノール
フェノキシエタノール（英語: phenoxyethanol）とは、エチレングリコールの水酸基の片方と、フェノールの水酸基とが、エーテル結合をした構造の有機化合物である。その構造からグリコールエーテル、フェノールエーテル、芳香族アルコールに分類される。

## 名称
フェノキシエタノールは、フェニルセロソルブ（英語: phenylcellosolve）の慣用名でも呼ばれる。これ以外にも、エチレングリコールに1分子のフェノールがエーテル結合した分子といった意味で、エチレングリコールモノフェニルエーテルと呼ばれる場合もある。ただし、IUPAC命名法に従えば、エタノールの2位の炭素に結合している水素の1つがフェノキシ基に置換された化合物と考えて、2-フェノキシエタノール（2-phenoxyethanol）と呼ぶ。

## 用途
フェノキシエタノールは、ホルムアルデヒドを放出する防腐剤の代用として使用され。日本及びEUでは、化粧品への使用濃度が1パーセントに制限されている。
また、ワクチンなどの医薬品・化粧品・染料・インク・樹脂・潤滑剤などのための防腐剤としても用いられる場合がある。その他のフェノキシエタノールの用途としては、塗料の防黴剤、香料の保留剤、防虫剤、織物の捺染助剤、写真フィルムの添加剤、消毒薬、アセチルセルロースの溶媒、水産養殖用の麻酔薬、有機合成化学の材料に利用される。また、第4級アンモニウム化合物と同様に、農薬用の殺菌剤やゲル化安定剤としても使用される。

## 製造
フェノキシエタノールは、フェノールのヒドロキシエチル化（ウィリアムソン合成）によって、アルカリ金属水酸化物またはアルカリ金属水素化ホウ素の存在下で生成される。

## 消毒薬としての効果
フェノキシエタノールは、グラム陰性菌およびグラム陽性菌、ならびに酵母型のカンジダ・アルビカンスに対して有効である。
| 芳香族アルコール     | 濃度、% | 接触時間、分 | 接触時間、分 | 接触時間、分     | 接触時間、分   |
| 芳香族アルコール     | 濃度、% | 大腸菌       | 緑膿菌       | ミラビリス変形菌 | 黄色ブドウ球菌 |
| -------------------- | ------- | ------------ | ------------ | ---------------- | -------------- |
| ベンジルアルコール   | 1       | >30          | >30          | >30              | >30            |
| フェネチルアルコール | 1.25    | 2.5          | 2.5          | 2.5              | >30            |
| フェネチルアルコール | 2.5     | 2.5          | 2.5          | 2.5              | 5              |
| フェノキシエタノール | 1.25    | 15           | 2.5          | 2.5              | >30            |
| フェノキシエタノール | 2.5     | 2.5          | 2.5          | 2.5              | >30            |

## 危険性
フェノキシエタノールはワクチンの防腐剤としても使用されるが、潜在的なアレルゲンであり、注射部位で結節性反応を引き起こし得る。
また、フェノキシエタノールは神経細胞に毒性を有している可能性が有り、NMDAR媒介イオン電流を可逆的に阻害する。特にクロルフェネシンと併用した場合、乳児の中枢神経系の抑制、呼吸の抑制、嘔吐、下痢を引き起こす可能性がある。

## 規制
フェノキシエタノールは可燃性の物質であり、常圧での引火点は、121 ℃である。また、酸化剤とも激しく反応し得る。日本の消防法では、危険物第4類第3石油類に区分される。なお、オクタノール・水分配係数は、1.16であり、したがって、どちらかと言えば親油性の化合物である。